# RMS Teutonic
La RMS Teutonic, costruita nel 1889 nei cantieri Harland e Wolff a Belfast, fu un transatlantico della White Star Line ed il primo incrociatore ausiliario della storia della marineria. Fu anche detentore per un breve periodo del Nastro Azzurro. Servì da trasporto truppe durante la guerra anglo-boera del 1900, venne colpito da uno tsunami nel 1901 durante una notte, perdendo due vedette poste sulla coffa e scampò di poco la collisione con un iceberg nell'ottobre 1918.

Venne infine demolito a Emden nel 1921.